# Toeboe
De Toeboe (ook Tib(b)u, Tebu of Toubou) zijn een nomadische bevolkingsgroep die rond het Tibestigebergte in de Sahara leeft. De groep is onderverdeeld in twee groepen, de Teda (1.500.000 personen) en de Daza (750.000 personen), en bestaat in totaal uit ongeveer 2.250.000 mensen. De (voormalige) Tsjadische dictator Hissène Habré behoort tot deze bevolkingsgroep.  
De Toeboe leven vooral in Tsjaad, Niger en het zuiden van Libië maar ook beperkt in Soedan, Egypte, Algerije en Nigeria. Ze spreken het Tebu, een Saharaanse taal. Het leefgebied van de groep werd beperkt door de opkomst van Arabieren en strijd met Toeareg in het gebied. De Toeboe zijn moslim en georganiseerd in stammen die met vee (vooral geiten en schapen, maar ook dromedarissen en ezels) rondtrekken. Een groot deel van de Toeboe is analfabeet. 

Het leefgebied van de Toeboe